# Jezioro Białe (powiat szczycieński)
Jezioro Białe – jezioro w woj. warmińsko-mazurskim, w pow. szczycieńskim, w gminie Szczytno i Pasym, na Pojezierzu Olsztyńskim.

## Dane morfometryczne
Powierzchnia zwierciadła wody wynosi od 9,0 ha.
Zwierciadło wody położone jest na wysokości 135,7 m n.p.m..

## Charakterystyka
Owalne jeziorko o osi północny zachód – południowy wschód. Jezioro jest hydrologicznie zamknięte. Otoczenie płaskich lub łagodnie wzniesionych brzegów stanowią łąki i pola, a od południowego zachodu las. Jezioro leży blisko linii kolejowej Szczytno – Olsztyn, blisko jezior Kiełbrak Wielki i Mały. Dno mocno zamulone, przy brzegu dużo wodorostów. Woda pierwszej klasy czystości, długi pomost i 8 małych kładek.
Dojazd trudny. Ze Szczytna drogą krajową nr 58 w stronę Nidzicy, następnie w miejscowości Sawica w prawo i ok. 3,5 km drogą gruntową. Jezioro jest po prawej stronie. Dzierżawione jest przez mieszkańca Szczytna i jest na bieżąco zarybianym łowiskiem komercyjnym. Nie jest odławiane sieciami.